# Ekalaka
Ekalaka är administrativ huvudort i Carter County i Montana. Orten har fått sitt namn efter en släkting till Sitting Bull som egentligen hette Ijkalaka men ortnamnet har stavats Ekalaka sedan 1885.